# Renau
Renau település Spanyolországban, Tarragona tartományban. Renau Nulles, Vilabella, Vespella de Gaià, El Catllar és La Secuita községekkel határos. Lakosainak száma 158 fő (2024).

## Népesség
A település népessége az elmúlt években az alábbi módon változott:
| Lakosok száma | 124  | 220  | 82   | 51   | 47   | 91   | 90   | 141  | 157  | 158  |
|               | 1717 | 1887 | 1936 | 1960 | 1986 | 2004 | 2009 | 2014 | 2019 | 2024 |